# Faro delle Secche di Vada
Il faro delle Secche di Vada è un faro marittimo dell'alto Mar Tirreno che si trova nel territorio comunale di Rosignano Marittimo, sulle secche di Vada, al largo del corrispondente litorale. Ad alimentazione fotovoltaica e a luce ritmica, è dotato di una lampada LABI da 100 W che emette due lampi bianchi ogni 10 secondi della portata di 12 miglia nautiche.

## Storia
Un primo faro venne fatto edificare nel 1867 dalla Regia Marina per l'illuminazione notturna delle insidiose secche affioranti. Originariamente l'infrastruttura era una lanterna a sezione ottagonale.
L'infrastruttura attuale risale al 1959, anno in cui andò a sostituire l'originario faro che versava in pessime condizioni. Il faro è costituito da una torre cilindrica, con galleria interna e parete esterna nera con un'ampia banda orizzontale rossa, che poggia su un possente basamento di cemento che si interrompe in prossimità della gradinata che conduce al portone d'ingresso.
La torre, che è stata restaurata tra il 2007 e il 2008, presenta alla sua sommità la lanterna metallica affiancata dai pannelli fotovoltaici che alimentano l'infrastruttura.